# Westfalen (Schiff, 1905)
Die Westfalen war ein Frachtschiff der Franken-Klasse, das zu einem Katapultschiff umgebaut wurde; die offizielle Bezeichnung war Flugzeugmutterschiff. Das Schiff wurde 1906 von Joh. C. Tecklenborg in Geestemünde für den Norddeutschen Lloyd gebaut. Nach entsprechendem Umbau wurde die Westfalen von 1933 bis 1939 als Katapultschiff für Flugboote von der Lufthansa eingesetzt. Der regelmäßige Lufthansa-Postdienst nach Südamerika begann im Februar 1934. Die Flugboote wurden per Katapult von Deck gestartet und landeten auf dem Wasser. Nach ihrem Einsatz wurden sie wieder an Bord gehievt. Stationiert war das Schiff im Südatlantik, etwa 100 km von Natal in Brasilien zur Abwicklung des Postverkehrs (zusammen mit der vor Bathurst (Gambia) stationierten Schwabenland).
Ab 1941 wurde die Westfalen von der Luftwaffe als Truppen- und Materialtransporter und Flugzeugtender eingesetzt. Am 8. September 1944 lief sie auf zwei Minen und sank in schwerer See bei Stora Pölsan im Kattegat.

## Zivile Nutzung
Am 30. Dezember 1905 abgeliefert kam die Westfalen auf der Linie Bremen–Australien zum Einsatz. Als 1914 der Erste Weltkrieg ausbrach, lief sie im August den Hafen von Valparaíso in Chile an. Sie wurde beschlagnahmt und die Mannschaft dort interniert. Die Besatzung hatte allerdings die Maschine zerstört und somit konnte das Schiff nicht genutzt werden. Am 5. Mai 1920 verließ die Westfalen Valparaíso und wurde nach Bremerhaven geschleppt, wo das Schiff repariert und modernisiert wurde. Als Teil des Columbus-Abkommens vom Herbst 1921 (wie die Reichspostdampfer Seydlitz, Yorck und die Frachter Gotha, Göttingen und Holstein) musste die Westfalen nicht an die Siegermächte ausgeliefert werden.
Am 3. Januar 1922 führte das Schiff seine erste Reise nach Ostasien durch. Am 1. Juli 1932 wurde es an die Deutsche Luft Hansa AG verchartert und bei der Deschimag in Bremen und Kiel zu einem Katapultschiff umgebaut. Danach diente es als schwimmende Basis für die Flugboote der Lufthansa, die Post zwischen Europa und Südamerika beförderten.

## Posttransport

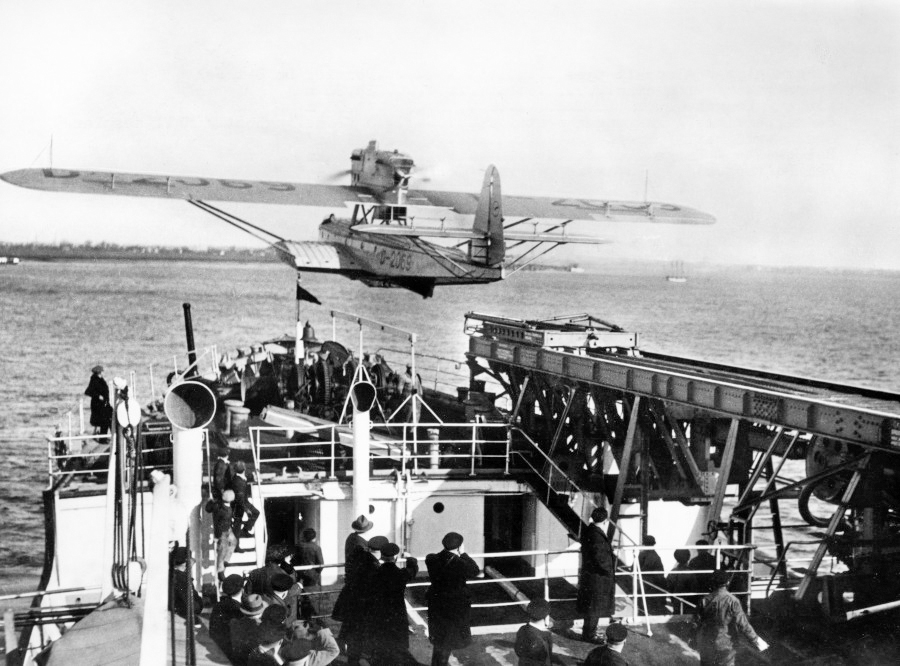
Dornier Wal D-2069 „Monsun“ beim Katapultstart vom Katapultschiff Westfalen, 1933

Am 3. Mai 1933 lief die Westfalen von Kiel aus über Frankreich und Spanien in den Südatlantik aus, um dort ihre Aufgabe als Relaisstation im transatlantischen Postverkehr zu proben. Am 19. Mai traf sie mit den 8-Tonnen-Dornier Walen D-2068 Passat und D-2069 Monsun vor Bathurst (Gambia) ein und führte bis zum 28. Juni mit den Flugbooten auf dem Atlantik und vor den Häfen von Bathurst und Natal Erprobungen durch. Sie zeigten, dass die Bedingungen in der Mitte des Atlantiks doch nicht so einfach waren, wie man es sich vorgestellt hatte und die Anbordnahme der Flugboote nicht so einfach war. Neben etlichen Verbesserungen entschied man sich schon jetzt zur Beschaffung eines zweiten Katapultschiffes, um alle Starts von diesen aus durchzuführen, da Wasserstarts mit hohem Startgewicht bei den tropischen Bedingungen sehr schwierig waren.
Am 31. Oktober war die Westfalen dann erneut in Bathurst, um noch eine zweite Testreihe durchzuführen. Neben Passat und Monsun kam diesmal auch der erste 10-Tonnen-Wal D-2399 Taifun zum Einsatz. Die auf dem Luftweg überführten Maschinen trafen nacheinander und verspätet wegen kleinerer Defekte unterwegs ein. Am 10. Dezember marschierte dann das Schiff mit Passat und Taifun an Bord nach Deutschland zurück.
Schon am 20. Januar 1934 war die Westfalen wieder in Bathurst. Nach einigen Tests auf See und in Natal fand am 5. Februar der erste Postflug der Lufthansa nach Südamerika statt. Die Post aus Deutschland kam vom Flughafen Stuttgart-Böblingen über Sevilla und Las Palmas de Gran Canaria nach Bathurst (Gambia). Von dort ging es mit Flugbooten über den Südatlantik nach Natal in Brasilien. Etwa 1500 km von Bathurst, auf halber Strecke, wurde auf dem Atlantik gewassert. Das Flugboot vom Typ Dornier Wal glitt auf eine aus einem Landesegel bestehende Schlepprampe am Heck des Schiffes, um dann an Deck gehoben zu werden. Es wurde gewartet, betankt, neu mit Post beladen und zum Weiterflug gestartet. Während die Flugzeuge unterwegs waren, behielt das Schiff etwa die Position 4° nördlicher Breite und 26° westlicher Länge bei. Wenn die Flugzeuge mit neuer Post zurückkehrten, wurden sie nach der Wasserung per Schiffskran an Deck gehievt und neu betankt. Bis Mitte Mai wurden alle Flüge planmäßig im 14-Tage-Rhythmus durchgeführt.
Im Juli wurde der Flugbetrieb wieder aufgenommen. Bis zum Jahresende waren insgesamt vier 10-Tonnen-Wale im Einsatz und die Verkehrsdichte wurde auf einen Hin- und Rückflug pro Woche verdichtet.
Ab 26. September 1934 stand mit der Schwabenland ein zweites Katapultschiff zur Verfügung. Die Schiffe waren nun auf den beiden Seiten des Südatlantiks stationiert. Sie nahmen in Bathurst bzw. Fernando de Noronho die Flugboote nach der Atlantikquerung an Bord, warteten sie und liefen beim nächsten Postflug mit einer Dornier Wal an Bord ein Stück in den Atlantik hinaus und starten die Flugboote von einer für den Rest des Überfluges sicheren Position.
Am 23. April 1936 wechselte die Zuständigkeit der Postzustellung vom Flughafen Stuttgart-Böblingen zum Flughafen Frankfurt/Main.
1938 kam die Westfalen letztmals zum Einsatz, als sie im April erst die Ostmark in Bathurst ersetzte, um nach deren Rückkehr dann nach Südamerika zu verlegen, da von dort die Friesenland zu den Nordatlantik-Tests abgezogen wurde. Der letzte Katapultstart eines Postflugzeuges von der Westfalen erfolgte am 4. November 1938 vor Fernando de Noronha durch die Dornier Do 18 D-ARUN Zephir, die ausnahmsweise direkt 4050 km nach Las Palmas flog.

### Langstrecken-Weltrekord 1938

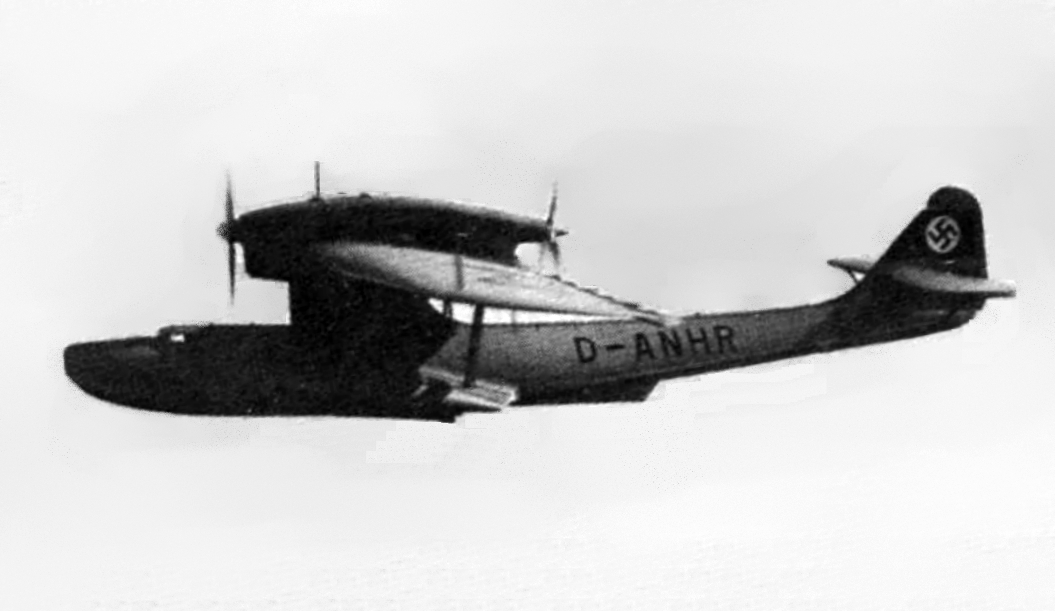
Dornier Do 18 „D-ANHR“.

Die Westfalen war im März 1938 beim Aufstellen eines neuen Langstrecken-Weltrekords beteiligt. Eine Do 18 D, D-ANHR, war für diesen Zweck zu einer Do 18 W (W für Weltrekord) modifiziert worden.  Sie gehörte nicht der Lufthansa, sondern blieb als reichseigenes Flugzeug bei der Dornier-Werke GmbH, wo sie für den Rekordversuch hergerichtet und mit einer besonderen Ausrüstung versehen wurde.  Da die Dornier-Werke keine Flugzeugbesatzung mit Transozean-Erfahrung hatte, traten Flugkapitän Hans-Werner von Engel, Funkermaschinist Helmut Rösel und Flugzeugfunker Hans-Joachim Stein von der Lufthansa vorübergehend in den Dienst der Firma, von der Flugkapitän Gundermann als zweiter Flugzeugführer hinzu kam.
Von Bremerhaven aus auf dem Weg zu ihrem Einsatzort Bathurst in Gambia, ging die Westfalen, mit der D-ANHR an Bord, am 27. März 1938  südöstlich des englischen Hafens Dartmouth kurz vor Anker.  Dort katapultierte sie das mit Zusatzkraftstoff beladene Flugboot um 14:05 GMT in die Luft.  Der Abschusspunkt war so gewählt, dass die gesamte Strecke bis nach Brasilien ständig über See geflogen werden konnte.  Zwei Tage später, am 29. März 1938 morgens um 10:05 Uhr, nach 43 Stunden, wasserte das Flugboot bei dem kleinen Ort Caravelas in Brasilien.  Die 8.392 zurückgelegten Kilometer bedeuteten neuen Weltrekord.

## Kriegseinsatz

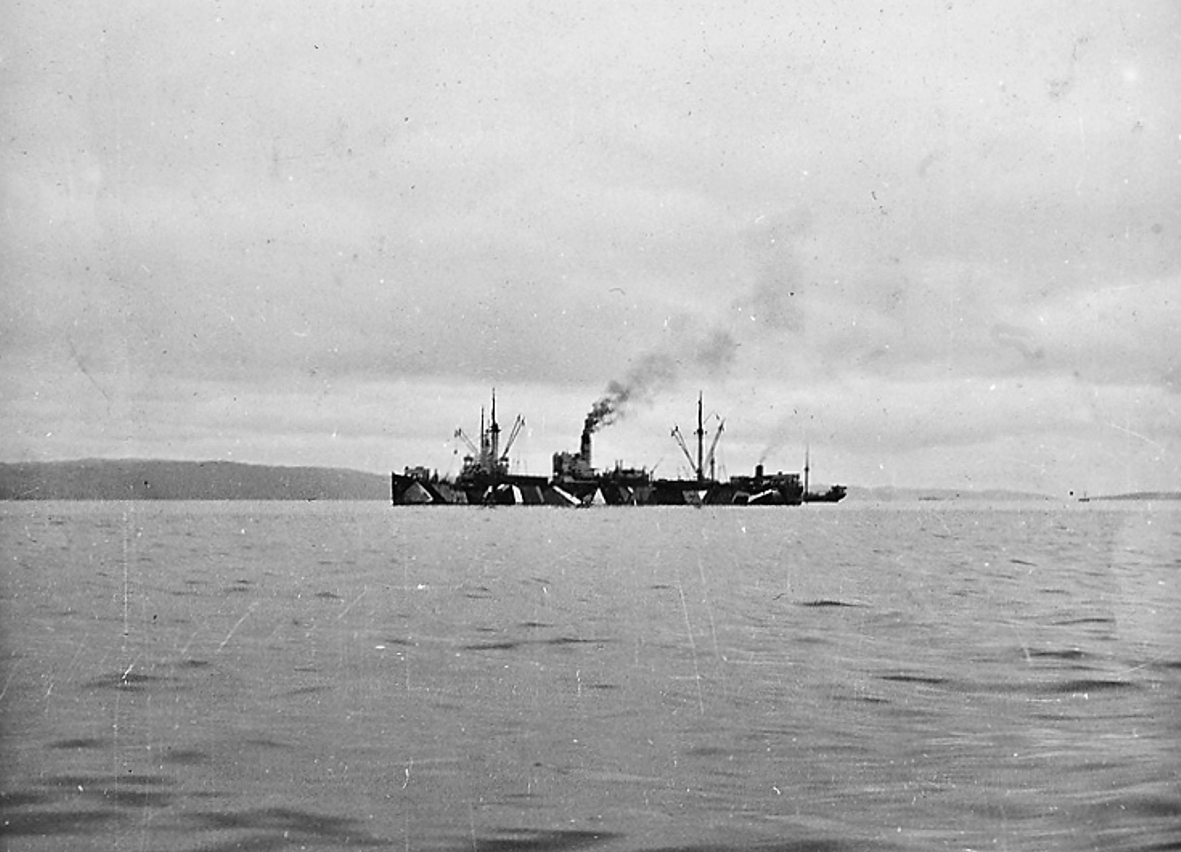
Die Westfalen in Trondheim, Juli 1942

Am 1. Februar 1940 wurde das Schiff von der deutschen Luftwaffe beschlagnahmt und dem Seefliegerhorst Hörnum auf Sylt zugeteilt.  Bei der Invasion von Norwegen im April wurde es als Truppen- und Materialtransporter genutzt.

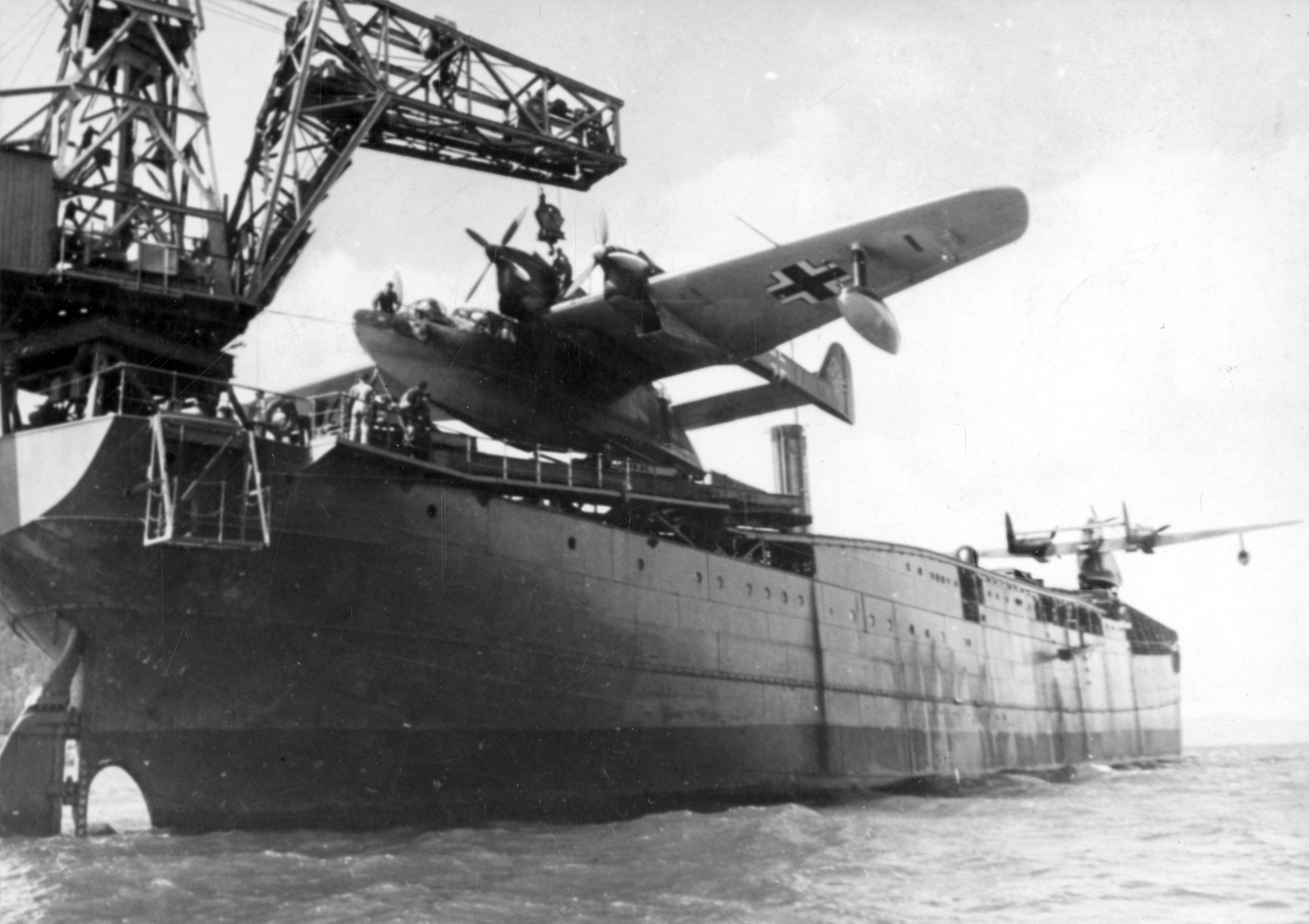
Westfalen mit BV 138 Seeaufklärer

Am 1. Mai 1941 wurde die Westfalen nach Trondheim, 1942 in den Altafjord und 1943 wieder nach Trondheim verlegt; sie diente in dieser Zeit als Mutterschiff für Fernaufklärer vom Typ Blohm & Voss BV 138.

## Ende

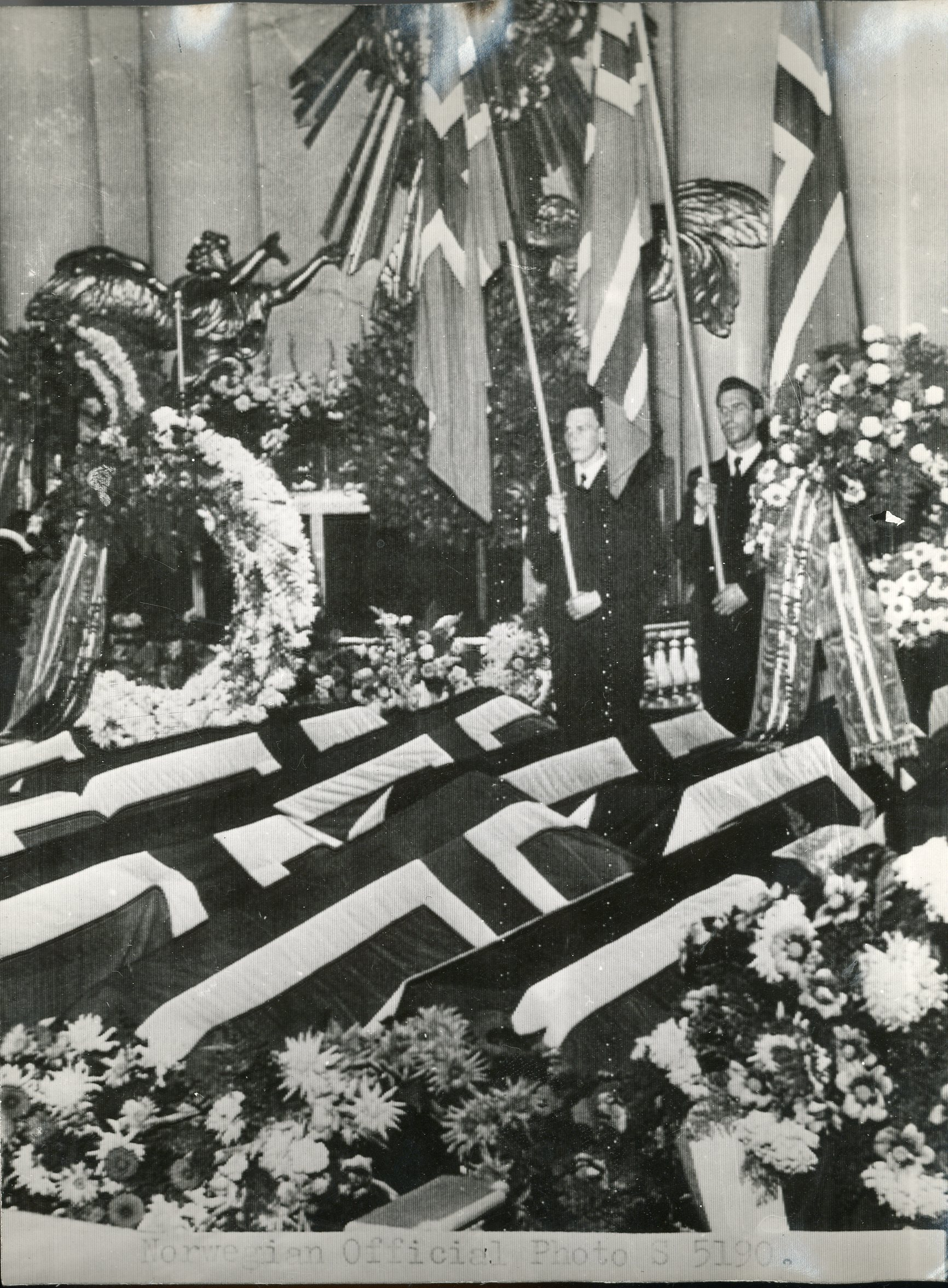
Beisetzungsfeierlichkeiten für die 35 umgekommenen Norweger am 14. September 1944 im Göteborger Dom

Am 7. September 1944 verließ die Westfalen Norwegen mit ca. 200 deutschen Soldaten und etwa 50 gefangenen Norwegern und 25 deutschen Häftlingen. Die Gefangenen sollten nach Deutschland transportiert werden und waren tief unten im Schiff untergebracht; Chef des Transports war der SS-Scharführer Wilhelm Heinze.
Am 8. September 1944 geriet das Schiff im Kattegat in schwere See. Um 11:15 Uhr gab es im Vorschiff eine schwere Explosion, eine Minute später achtern eine zweite. Die Westfalen war auf zwei Minen gelaufen. Sie brach auseinander und sank schnell in der stürmischen See. Die Gefangenen wurden aus dem Schiffsinneren befreit, als das Schiff zu sinken begann. An Deck herrschte Panik und jeder versuchte, einen Platz in einem Rettungsboot zu ergattern. Unter den Überlebenden befanden sich später nur fünf norwegische Gefangene. Insgesamt überlebten nur 78 Personen. 35 der umgekommenen Norweger wurden gefunden und beim Göteborger Dom beigesetzt, unter ihnen die Widerstandskämpfer Petter Moen, Reidar Olaf Østlid, Erling August Moi, Sverre Lid und Ansgar Sørlie.

## Heute
Das Wrack kann heute betaucht werden (Position 57° 46′ 47″ N, 11° 27′ 22″ O). Es ist ein attraktives Ziel, da es in nur 34 Metern Tiefe liegt. Das Wrack ist mittig zerbrochen und die beiden Teile liegen übereinander. Das Vorschiff liegt auf der Backbordseite, das Achterschiff auf der Steuerbordseite. Mittschiffs liegen die Wrackteile auf einer Länge von etwa 20 Metern übereinander.